# Триумф Вакха (картина ван Хемскерка)
«Триумф Вакха» (нидерл. Triomf van Bacchus) — картина нидерландского живописца Мартена ван Хемскерка (1498—1574). Создана в 1536—1537 годах. Хранится в коллекции Музея истории искусств в Вене (инв. №GG 990). 
По свидетельству Карела ван Мандера картина находилась в коллекции П. Кемпенауэра и М. Вейнтгенса в Мидделбурге около 1600 года. С 1659 года в коллекции эрцгерцога Леопольда Вильгельма Австрийского (1614—1662).
На картине изображено триумфальное возвращение Вакха из Индии в Грецию с несколькими грубыми декоративными деталями. Написанная вскоре после возвращения художника из Рима, картина имеет много реминисценций античных и итальянских источников, что свидетельствует о компиляторской манере работы. В картине есть также скрытый морализаторский подтекст: осуждение пьянства, сексуальных излишеств, глупости и высокомерия.